# Mistrovství Československa v klasickém lyžování 1983
Mistrovství Československa v klasickém lyžování 1983 se uskutečnílo v únoru 1983.

## Běh na lyžích

### Medailisté (muži)
Mistrovství Československa v běhu na lyžích se uskutečnilo na Malé Jizerce od 3. do 6. února 1983.
| Soutěž            | Zlato                                                  | Stříbro                         | Bronz                           | 4.                              | 5.                                | 6.                        | 7.                      | 8.                              |
| 15 km             | Jiří Švub – Dukla Liberec                              | Ladislav Švanda – Dukla Liberec | Michal Georgiev – Dukla Liberec |                                 |                                   |                           |                         |                                 |
| 30 km             | Miloš Bečvář – Dukla Liberec                           | Petr Lisičan – Dukla Liberec    | Jiří Beran – Dukla Liberec      | František Šimon – Dukla Liberec | Jaroslav Kohút – ČH Štrbské Pleso | Blaško – ČH Štrbské Pleso | Chládek – Dukla Liberec | Ladislav Švanda – Dukla Liberec |
| Štafety 3 × 10 km | Dukla Liberec I Ladislav Švanda Miloš Bečvář Jiří Švub | Dukla Liberec II                | Dukla Liberec III               |                                 |                                   |                           |                         |                                 |

### Medailisté (ženy)
| Soutěž           | Zlato                                                         | Stříbro                     | Bronz                             | 4.                               | 5.                               | 6.                           | 7.                                     | 8.                                            |
| 5 km             | Květa Jeriová – RH Jablonec                                   | Blanka Paulů – VŠ Praha     | Věra Klimková – ČH Štrbské Pleso  |                                  |                                  |                              |                                        |                                               |
| 10 km            | Blanka Paulů – VŠ Praha                                       | Květa Jeriová – RH Jablonec | Anna Pasiarová – ČH Štrbské Pleso | Gabriela Svobodová – RH Jablonec | Věra Klimková – ČH Štrbské Pleso | Marcela Jebavá – RH Jablonec | Zora Kepeňová – Tesla Liptovský Hrádok | Alžbeta Havrančíková – Tesla Liptovský Hrádok |
| Štafety 3 × 5 km | RH Jablonec I Marcela Jebavá Gabriela Svobodová Květa Jeriová | ČH Štrbské Pleso            | VŠ Praha                          |                                  |                                  |                              |                                        |                                               |

Závody se konaly 10. dubna 1983 na Horních Mísečkách
| Soutěž       | Zlato                      | Stříbro                                       | Bronz                            | 4.                          | 5.                           | 6.                                | 7.                         | 8.                       |
| 50 km – muži | Jiří Beran – Dukla Liberec | František Šimon – Dukla Liberec               | Květoslav Žalčík – Dukla Liberec | Blaško – ČH Štrbské Pleso   | Miloš Bečvář – Dukla Liberec | Otčenáš – ČH Štrbské Pleso        | Baranec – ČH Štrbské Pleso | Pospíchal – RH Jablonec  |
| 20 km – ženy | Blanka Paulů – VŠ Praha    | Alžbeta Havrančíková – Tesla Liptovský Hrádok | Mária Sujová – ČH Štrbské Pleso  | Květa Jeriová – RH Jablonec | Zuzana Matoušová – VŠ Praha  | Olšiaková – Tesla Liptovký Hrádok | Havlová – VŠ Praha         | Suchánková – RH Jablonec |

## Severská kombinace

### Medailisté
Mistrovství Československa se uskutečnilo v Harrachově od 4. do 6. února 1983.
| Soutěž             | Zlato                            | Stříbro                            | Bronz                              | 4.                                 | 5.                      | 6.              |
| Severská kombinace | Ján Klimko – ČH Štrbské Pleso    | Vladimír Frák – ČH Štrbské Pleso   | Karol Tatranský – ČH Štrbské Pleso | Rudolf Vojkůvka – ČH Štrbské Pleso | Peterka – Dukla Liberec | Roman Kumpošt – |
| skok               | Peterka – Dukla Liberec          | Ján Klimko – ČH Štrbské Pleso      | Dvořák – Dukla Liberec             |                                    |                         |                 |
| běh                | Vladimír Frák – ČH Štrbské Pleso | Karol Tatranský – ČH Štrbské Pleso | Rudolf Vojkůvka – ČH Štrbské Pleso |                                    |                         |                 |

## Skoky na lyžích

### Medailisté
Mistrovství Československa se uskutečnilo v Harrachově od 4. do 6. února 1983.
| Soutěž         | Zlato                      | Stříbro                                 | Bronz                                   | 4.                              | 5.                                              | 6.                            | 7.  |
| Střední můstek | Pavel Ploc – Dukla Liberec | Jiří Parma – Dukla Banská Bystrica      | Miroslav Slušný – Dukla Banská Bystrica | Bohumil Vacek – Dukla Liberec   | Martin Švagerko – Slávia Ekonóm Banská Bystrica | Leoš Škoda – Dukla Liberec    |     |
| Velký můstek   | Pavel Ploc – Dukla Liberec | Miroslav Slušný – Dukla Banská Bystrica | Jiří Parma – Dukla Banská Bystrica      | František Novák – Dukla Liberec | Jindřich Mayer                                  | Bohumil Vacek – Dukla Liberec | Číž |